# Eurya distichophylla
Eurya distichophylla là một loài thực vật có hoa trong họ Pentaphylacaceae. Loài này được F.B.Forbes & Hemsl. mô tả khoa học đầu tiên năm 1886.